# حارة المكاسير أبو جبار
حارة المكاسير أبو جبار حارة القرية سوريّة تتبع إداريّاً محافظة حلب منطقة الباب ناحية تادف بلغ تعداد سكانها 130 نسمة حسب التعداد السكاني لعام 2012.